# ゲラニルファルネシル二リン酸
ゲラニルファルネシル二リン酸（英: Geranylfarnesyl diphosphate; GFPP）とは、炭素数25の直鎖イソプレノイド。5つのイソプレン単位からなる。テルペノイド生合成経路の中間体である。C25セステルテルペノイド（Sesterterpenoid）の前駆物質でもある。また一部の古細菌（メタン菌など）において、C20-C25およびC25-C25アーキオールとして細胞膜の構成物質となるほか、メタノフェナジン（methanophenazine）の側鎖としても利用される。メタノフェナジンは古細菌において、真核生物・細菌におけるキノンと同等の機能をもつ化学物質である。

## 生合成
プレニル基転移酵素（ゲラニルファルネシル二リン酸シンターゼ; GFPPS）の触媒により、C15ファルネシル二リン酸 (FPP) にC5イソペンテニル二リン酸 (IPP) を二分子縮合させることで生成する。GFPPSは短鎖trans型トランスフェラーゼの仲間である。

## セステルテルペノイド
動物（例えば海綿動物）、植物、菌類から複数の化合物が見つかっている（例えばゲラニルファルネソール、スカラリン、オフィオボリン）。C20までのテルペノイドに比べると例は少ない。